# 小川駅 (東京都)
小川駅（おがわえき）は、東京都小平市小川東町一丁目にある、西武鉄道の駅である。国分寺駅、東村山駅と並び西武最古の駅の一つでもある。
国分寺線と拝島線が乗り入れている。駅番号は両路線個別で与えられ、国分寺線はSK04、拝島線はSS31となる。
小川駅管区として、恋ヶ窪駅、鷹の台駅、小川駅 – 拝島駅間の各駅を管理している。

## 年表
- 1894年（明治27年）12月21日 - 開業（川越鉄道、現・国分寺線）。
- 1950年（昭和25年）5月15日 - 上水線（現・拝島線）が玉川上水まで開業。
- 1962年（昭和37年）9月1日 - 拝島線小川 - 萩山間開業。
- 1964年（昭和39年）7月19日 - 橋上駅舎使用開始[1]。
- 1981年（昭和56年）3月31日 - 貨物営業廃止[2]。西武鉄道の都内では最後の貨物取扱駅。
- 2012年（平成24年）3月21日 - TOMONY小川駅店開店。
- 2023年（令和5年）6月30日 - 駅西側の貨物線跡地に仮設駐輪場を開設（線路を撤去し舗装。再開発の駐輪場開設まで）[3]

## 駅構造
島式ホーム2面4線の地上駅。橋上駅舎。国分寺線と拝島線の列車を相互に同一ホーム上で乗り継ぐことができ、非常に便利な構造となっている。ホームは拝島線の長編成化のために1988年（昭和63年）に改築されており、その際に橋上駅舎も改修されている。
また、4番ホーム脇には側線が1本あり、一部の回送列車の待避や譲渡車両の方向転換時に東村山方面に折り返すのに入線することがある。
当初は現在の国分寺線の駅として開業したが、後に現在の拝島線も乗り入れるようになった。この経緯により、拝島線の列車は発車時に渡り線を通過する。
小平・西武新宿方面へ向かう場合、拝島線の列車を待たず国分寺線の列車に乗り、東村山駅で乗り継いだ方が先着することがある。その際も同一ホーム上で列車を選択することが可能である。
改札口は2階部分にある。エレベーターはブリヂストンなどの協力を得て、西武鉄道の駅の中でも比較的早くに整備された。当駅周辺に福祉施設や病院が多い事などが考慮されたと思われる。また、エレベーター専用の改札口も設置されている。
トイレは改札外にしかなく、男性用・女性用は2階（改札を出て正面）に、だれでもトイレは西口1階（エレベーター前）にある。

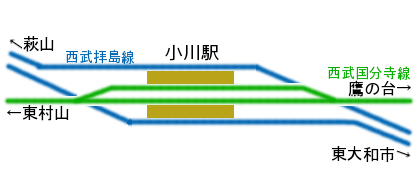
小川駅構内線路配置図

### のりば
| ホーム | 路線     | 方向 | 行先                     |
| ------ | -------- | ---- | ------------------------ |
| 1      | 拝島線   | 上り | 萩山・小平・西武新宿方面 |
| 2      | 国分寺線 | 下り | 東村山方面               |
| 3      | 国分寺線 | 上り | 国分寺方面               |
| 4      | 拝島線   | 下り | 拝島方面                 |

## 利用状況
- 西武鉄道 - 2024年度の1日平均乗降人員は27,117人である[西武 1]。
西武鉄道全92駅中36位。

近年の1日平均乗降人員の推移は下表の通り。
| 年度               | 1日平均 乗降人員 | 増加率 |
| ------------------ | ---------------- | ------ |
| 1997年（平成09年） | 26,000           |        |
| 1998年（平成10年） | 25,911           | -0.3%  |
| 1999年（平成11年） | 26,069           | 0.6%   |
| 2000年（平成12年） | 26,271           | 0.8%   |
| 2001年（平成13年） | 26,446           | 0.7%   |
| 2002年（平成14年） | 26,194           | -1.0%  |
| 2003年（平成15年） | 26,398           | 0.8%   |
| 2004年（平成16年） | 26,832           | 1.6%   |
| 2005年（平成17年） | 26,950           | 0.4%   |
| 2006年（平成18年） | 27,036           | 0.3%   |
| 2007年（平成19年） | 27,812           | 2.9%   |
| 2008年（平成20年） | 28,598           | 2.8%   |
| 2009年（平成21年） | 28,614           | 0.1%   |
| 2010年（平成22年） | 28,377           | -0.9%  |
| 2011年（平成23年） | 28,300           | -0.3%  |
| 2012年（平成24年） | 28,550           | 0.9%   |
| 2013年（平成25年） | 29,124           | 2.0%   |
| 2014年（平成26年） | 28,427           | -2.4%  |
| 2015年（平成27年） | 28,676           | 0.9%   |
| 2016年（平成28年） | 29,007           | 1.2%   |
| 2017年（平成29年） | 29,615           | 2.1%   |
| 2018年（平成30年） | 30,215           | 2.0%   |
| 2019年（令和元年） | 29,859           | -1.2%  |
| 2020年（令和02年） | 21,015           | -29.6% |
| 2021年（令和03年） | 22,507           | 7.1%   |
| 2022年（令和04年） | 24,248           | 7.8%   |
| 2023年（令和05年） | 25,763           | 6.2%   |
| 2024年（令和06年） | 27,117           | 5.3%   |

近年の1日平均乗車人員の推移は下表の通り。
| 年度               | 国分寺線 | 拝島線 | 出典              |
| ------------------ | -------- | ------ | ----------------- |
| 1992年（平成04年） | 7,532    | 5,608  | [ 東京都統計 1 ]  |
| 1993年（平成05年） | 7,553    | 5,677  | [ 東京都統計 2 ]  |
| 1994年（平成06年） | 7,745    | 5,384  | [ 東京都統計 3 ]  |
| 1995年（平成07年） | 7,639    | 5,311  | [ 東京都統計 4 ]  |
| 1996年（平成08年） | 7,666    | 5,345  | [ 東京都統計 5 ]  |
| 1997年（平成09年） | 7,773    | 5,438  | [ 東京都統計 6 ]  |
| 1998年（平成10年） | 7,721    | 5,436  | [ 東京都統計 7 ]  |
| 1999年（平成11年） | 7,691    | 5,519  | [ 東京都統計 8 ]  |
| 2000年（平成12年） | 7,608    | 5,690  | [ 東京都統計 9 ]  |
| 2001年（平成13年） | 7,501    | 5,841  | [ 東京都統計 10 ] |
| 2002年（平成14年） | 7,416    | 5,795  | [ 東京都統計 11 ] |
| 2003年（平成15年） | 7,492    | 5,907  | [ 東京都統計 12 ] |
| 2004年（平成16年） | 7,647    | 6,014  | [ 東京都統計 13 ] |
| 2005年（平成17年） | 7,721    | 6,077  | [ 東京都統計 14 ] |
| 2006年（平成18年） | 7,551    | 6,181  | [ 東京都統計 15 ] |
| 2007年（平成19年） | 7,473    | 6,549  | [ 東京都統計 16 ] |
| 2008年（平成20年） | 7,545    | 6,866  | [ 東京都統計 17 ] |
| 2009年（平成21年） | 7,551    | 6,866  | [ 東京都統計 18 ] |
| 2010年（平成22年） | 7,332    | 6,915  | [ 東京都統計 19 ] |
| 2011年（平成23年） | 7,240    | 6,945  | [ 東京都統計 20 ] |
| 2012年（平成24年） | 7,299    | 7,033  | [ 東京都統計 21 ] |
| 2013年（平成25年） | 7,458    | 7,192  | [ 東京都統計 22 ] |
| 2014年（平成26年） | 7,142    | 7,156  | [ 東京都統計 23 ] |
| 2015年（平成27年） | 7,142    | 7,334  | [ 東京都統計 24 ] |
| 2016年（平成28年） | 7,121    | 7,474  | [ 東京都統計 25 ] |
| 2017年（平成29年） | 7,252    | 7,652  | [ 東京都統計 26 ] |
| 2018年（平成30年） | 7,392    | 7,811  | [ 東京都統計 27 ] |
| 2019年（令和元年） | 7,194    | 7,833  | [ 東京都統計 28 ] |

| 年度   | 発送貨物（トン） | 到着貨物（トン） |
| ------ | ---------------- | ---------------- |
| 1958年 | 1,829            | 6,613            |
| 1959年 | 1,931            | 12,141           |
| 1960年 | 9,605            | 34,745           |
| 1961年 | 16,515           | 48,399           |
| 1962年 | 26,407           | 52,328           |
| 1963年 | 31,749           | 57,692           |
| 1964年 | 28,542           | 63,856           |
| 1965年 | 17,710           | 55,078           |
| 1966年 | 20,195           | 61,383           |
| 1967年 | 70,527           | 31,997           |
| 1968年 | 29,392           |                  |
| 1969年 |                  |                  |
| 1970年 | 26,337           | 83,210           |
| 1971年 | 17,241           | 71,553           |
| 1972年 | 13,620           | 53,770           |
| 1973年 | 12,679           | 59,217           |
| 1974年 | 15,445           | 48,776           |
| 1975年 | 20,667           | 40,741           |
| 1976年 | 15,147           | 45,341           |
| 1977年 | 5,530            | 34,070           |
| 1978年 | 3,571            | 14,142           |
| 1979年 | 2,352            | 16,358           |
| 1980年 | 1,750            | 15,088           |
| 1981年 |                  |                  |

- 東京都統計年鑑各年度版

## 駅周辺

### 東口
- 東京都道17号所沢府中線（府中街道）-かつて、拝島線と交差していた萩山第3踏切は2012年（平成24年）に高架化工事完了に伴い廃止。
- ブリヂストン東京工場 - 戦時中に建設された陸軍兵器補給廠小平分廠として当駅より引き込み線が敷設されていた。その後跡地にブリヂストンタイヤ（当時）が東京工場を建設し1960年（昭和35年）に操業を開始。引き込み線 (1.0 km)[4]はそのまま利用され、タイヤの搬出や原料であるカーボンブラックを運ぶ専用貨車ホキ6900形の姿が見られた[5]。のち鉄道貨物は廃止され引き込み線を延伸して現在の拝島線とされている。
- 小平市立小平第六小学校
- 小平市立小平第二中学校
- JR東日本武蔵野線 新小平駅 ‐ 南東約1 km。当駅から歩くと20分程度。
- トレジャーファクトリー小平店
- ドン・キホーテ小平店
- マミーマート小平小川店
- AOKI小平店
- マクドナルド小平小川店
- ブリヂストン小平体育文化センター

### 西口
- 明治学院中学校・明治学院東村山高等学校
- 日本体育大学桜華中学校・高等学校
- 明法中学校・高等学校
- 東京障害者職業能力開発校
- 職業能力開発総合大学校
- 中宿商店街

### バス路線
駅前に乗り入れるバス路線はない。かつては西武バスの久米川駅 - 小平車庫 - 立川駅線（初代・立33系統）や銀河鉄道の新小平駅と明法中学・高等学校を結ぶ路線が乗り入れていた。

### コミュニティタクシー
駅西口より徒歩2 - 3分の中華料理屋向かいに、乗車場所がある。
- 小平市コミュニティタクシー-「小川駅入口」乗降所[6]

## その他
- 国分寺線の発車標は、他の西武鉄道の駅には見られない「かけこみ乗車はおやめ下さい」といった注意表示もなされている。
- 小川駅周辺は住宅街密集地であり、その老朽化が進んでいることで、個々人が新たに住居を建て替えるのではなく、防災面（消防車・救急車の車道確保など）の観点から、西口地区第1種市街地再開発事業を計画し[7]、旭化成不動産レジデンスが中心となって、駅西口に27階建てタワーマンション（うち3階までは商業施設）を建設し、駅前広場や賑わい広場の整備を進めている。2026年完成予定[8]。
- 上記の再開発計画と歩調を合わせる形で西武鉄道と小平市が「小川駅自由通路整備及び鉄道施設改良に関する基本協定」を2024年11月に締結。これにより今後駅舎の建て替えなどの事業計画が進められることとなり、2031年度の事業計画完了を見込む[9]。

## 隣の駅
西武鉄道
 国分寺線
■各駅停車
鷹の台駅 (SK03) - 小川駅 (SK04) - 東村山駅 (SK05)
 拝島線
■拝島ライナー（上りは乗車専用）・■急行・■準急・■各駅停車（いずれも拝島線内は各駅に停車）
萩山駅 (SS30) - 小川駅 (SS31) - 東大和市駅 (SS32)